# Campeonato Roraimense de Futebol de 1997
O Campeonato Roraimense de Futebol de 1997 foi a 42.ª edição profissional do futebol de Roraima, contou com seis clubes e teve como campeão o Baré

## Participantes
- Atlético Roraima Clube (Boa Vista)
- Baré Esporte Clube (Boa Vista)
- Grêmio Atlético Sampaio 'GAS' (Boa Vista)
- Atlético Progresso Clube (Mucajaí)
- Atlético Rio Negro Clube (Boa Vista)
- São Raimundo Esporte Clube (Boa Vista)